# Luscan
Luscan is een gemeente in het Franse departement Haute-Garonne (regio Occitanie) en telt 62 inwoners (2009). De plaats maakt deel uit van het arrondissement Saint-Gaudens.

## Geografie
De oppervlakte van Luscan bedraagt 3,3 km², de bevolkingsdichtheid is dus 18,8 inwoners per km².

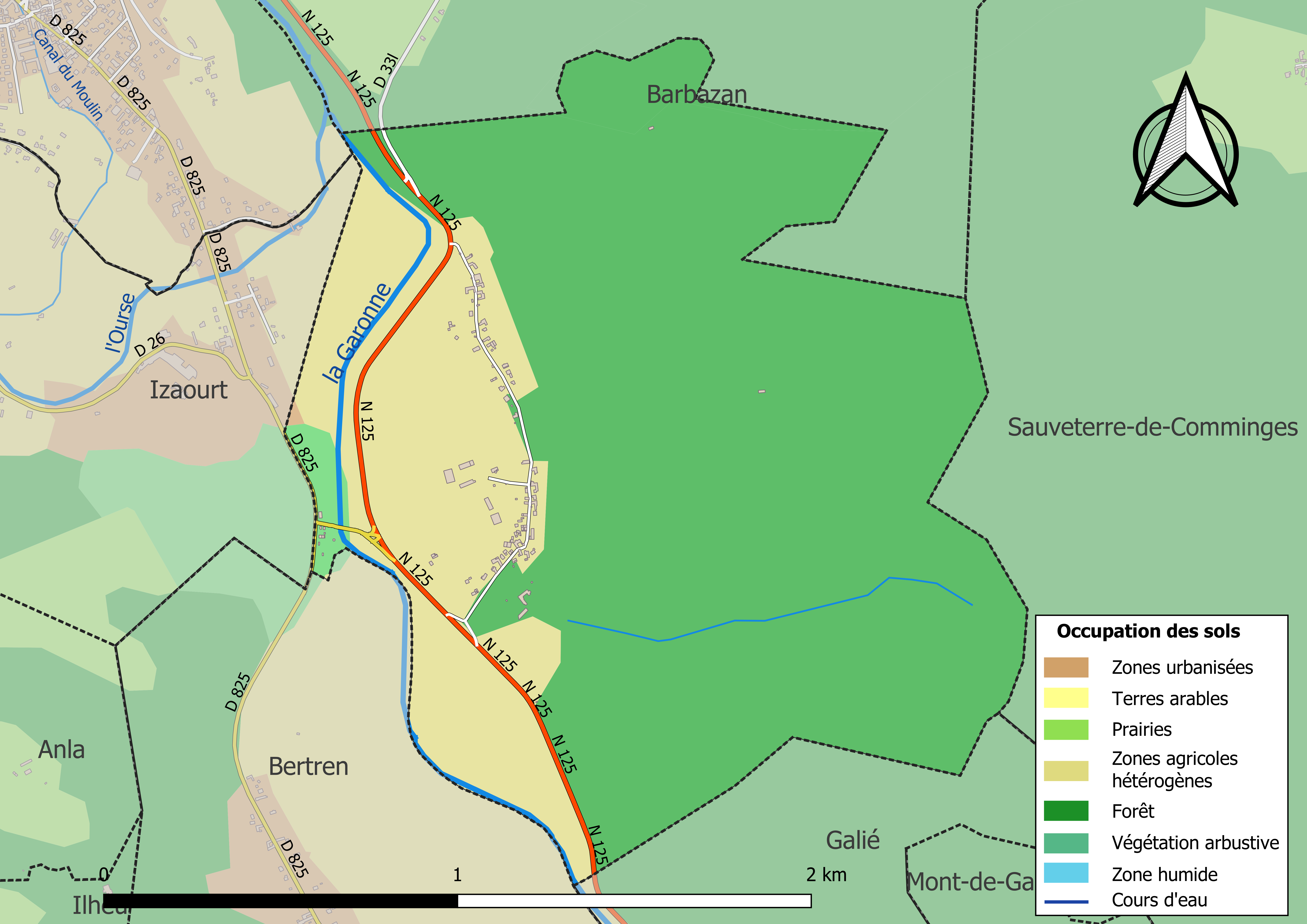
Kaart van de gemeente met de belangrijkste infrastructuur, bodemgebruik en omliggende gemeenten

De onderstaande kaart toont de ligging van Luscan met de belangrijkste infrastructuur en aangrenzende gemeenten.

## Demografie
Onderstaande figuur toont het verloop van het inwonertal (bron: INSEE-tellingen).